# Aeródromo de Tonalá (Chiapas)
El Aeródromo de Tonalá (Código DGAC: ATG) es un pequeño aeropuerto ubicado a un lado del Ramal Federal Tonalá - Puerto Arista, de la Carretera Federal 200 entre las localidades de Cabeza de Toro y Veinte de Noviembre en el  municipio de Tonalá, Chiapas. Cuenta con una pista de aterrizaje de 830 metros de largo y 18 metros de ancho, así como una plataforma de aviación de 3,600 metros cuadrados. Actualmente solo se utiliza con propósitos de aviación general.
En la cultura popular, éste aeródromo es mencionado en una novela de David M. Salkin, en donde se menciona que un jet hace un plan de vuelo rumbo a una pequeña pista de aterrizaje en Tonalá después de hacer un breve aterrizaje en Tabasco.